# Lugly
Die SA des Automobiles Lugly war ein französischer Hersteller von Automobilen.

## Unternehmensgeschichte
Das Unternehmen aus Courbevoie begann 1921 mit der Produktion von Automobilen. Der Markenname lautete Lugly. Im gleichen Jahr endete die Produktion bereits wieder.

## Fahrzeuge
Im Angebot stand nur ein Modell. Für den Antrieb sorgte ein Vierzylindermotor von Ballot mit seitlichen Ventilen und 1590 cm³ Hubraum. Die Fahrzeuge waren als Tourenwagen karosseriert.